# Liothyrella ovata
Liothyrella ovata är en armfotingsart som beskrevs av Thomson 1918. Liothyrella ovata ingår i släktet Liothyrella och familjen Terebratulidae. Inga underarter finns listade i Catalogue of Life.